# 康一芽
康一芽（Tim Kang，1973年3月16日—）是一位韓裔美籍演員，出生於美國三藩市，擁有加州大學柏克萊分校政治學文學士及哈佛大學藝術創作碩士學位，26歲開始其演藝生涯。著名作品是於2009年至2015年播映的CBS (電視網)影集《心計》中飾演周金保(Kimball Cho)，曾於《人在江湖》、《三更急先鋒》、《神探阿蒙》、《吸血新世代》、《心理追兇》等作客串演出。

## 外部連結
- 康一芽在互联网电影资料库（IMDb）上的資料（英文）